# Squalius vardarensis
Squalius vardarensis är en fiskart som beskrevs av Stanko Karaman 1928. Squalius vardarensis ingår i släktet Squalius och familjen karpfiskar. IUCN kategoriserar arten globalt som livskraftig. Inga underarter finns listade i Catalogue of Life.